# Edzard Schmidt-Jortzig
Edzard Schmidt-Jortzig (ur. 8 października 1941 w Berlinie) – niemiecki prawnik, nauczyciel akademicki i polityk, profesor, poseł do Bundestagu, działacz Wolnej Partii Demokratycznej (FDP), w latach 1996–1998 minister sprawiedliwości.

## Życiorys
Po maturze z 1961 studiował prawo na uniwersytetach w Bonn, Lozannie i Kilonii. Zdał państwowe egzaminy prawnicze I oraz II stopnia, doktoryzował się, a następnie habilitował w 1976. Od 1970 był nauczycielem akademickim na Uniwersytecie w Getyndze. W 1977 objął stanowisko profesora na Westfalskim Uniwersytecie Wilhelma w Münster, a w 1982 na Uniwersytecie Chrystiana Albrechta w Kilonii. Od 1983 do 1994 orzekał także jako sędzia, m.in. w sądownictwie administracyjnym i sądownictwie konstytucyjnym Saksonii.
W 1982 wstąpił do Wolnej Partii Demokratycznej. W latach 1994–2002 przez dwie kadencje sprawował mandat posła do Bundestagu. W styczniu 1996 zastąpił Sabine Leutheusser-Schnarrenberger na urzędzie ministra sprawiedliwości w piątym rządzie Helmuta Kohla. Sprawował go do końca funkcjonowania tego gabinetu w październiku 1998.
W latach 2008–2012 pełnił funkcję przewodniczącego Niemieckiej Rady Etyki.